# جيمي ماك ماستر
جيمي ماك ماستر (بالإنجليزية: Jamie McMaster)‏ (29 نوفمبر 1982 بسيدني في أستراليا - ) هو لاعب كرة قدم بريطاني في مركز الوسط. شارك مع منتخب إنجلترا تحت 18 سنة لكرة القدم ومنتخب إنجلترا تحت 20 سنة لكرة القدم. أما مع النوادي، فقد لعب مع آرهوس جمناستيك فورينينغ وسنترال كوست مارينرز وسويندون تاون وسيدني تايغرز وكوفنتري سيتي وليدز يونايتد وماركوني ستاليونز ووولونغونغ ونادي بيتربورو يونايتد ونادي تشيسترفيلد وBonnyrigg White Eagles FC ‏ وSutherland Sharks FC ‏.

## وصلات خارجية
- جيمي ماك ماستر على موقع إي إس بي إن إف سي (الإنجليزية)
- جيمي ماك ماستر على موقع قاعدة بيانات كرة القدم.إي يو (الإنجليزية)
- جيمي ماك ماستر على موقع عالم كرة القدم.نت (الإنجليزية)